# جيورجي باباكين
جيورجي نيكولايفيتش باباكين (بالروسية: Гео́ргий Никола́евич Баба́кин؛ 13 نوفمبر 1914 - 3 أغسطس 1971) كان مهندسًا سوفيتيًّا عمل في برنامج الفضاء السوفيتي. كان كبير المصممين في مكتب تصميم لافوشكين من 1965 حتى وفاته.
قضى الفترة المبكرة من حياته المهنية في هندسة الراديو، بدءًا من العمل في شركة هاتف موسكو في 1930، حيث عمل على شبكة راديو حضرية. من 1943 إلى 1949 عمل على نظم تهديف بالرادار في مؤسسة الأتمتة، حيث أصبح كبير المصممين.
أصبح باباكين مشاركًا في برنامج الفضاء السوفيتي في 1949، حيث عمل مع بوريس تشيرتوك في معهد البحث المركزي رقم 88 على صواريخ أرض-جو ونظم التهديف. في 1952، كان جزءًا من مجموعة نُقلت إلى مكتب التصميم التجريبي-301 للعمل على الصاروخ الجوال بوريا وصاروخ في-300 المضاد للطائرات.
في 1960، توفي لافوشكين في معرض طيران (توفي بين ذراعي باباكين)، وأعاد فلاديمير تشيلومي تنظيم مكتب تصميم لافوشكين ليصبح مكتبًا فرعيًّا. أصبح المكتب مستقلًّا مرة أخرى في 1965، وعُين باباكين كبيرًا للمصممين فيه. في هذا الوقت، نُقل برنامج استكشاف الكواكب من مكتب كورليوف، أو كا به-1 وأسند إلى أو كا به-301 وذلك بسبب إخفاق معظم مسابير هذا البرنامج (حيث لم تنجح أي من المسابير السوفيتية منذ إطلاق لونا-3 قبل 6 أعوام).
تحت قيادة باباكين، أُدخلت تحسينات عدة في عمليات الهندسة والاختبارات وإدارة النظم، ومن ضمن ذلك اختبارات المكونات ديناميكيًّا.
توفي باباكين جراء نوبة قلبية في عمر 57 قبل إكمال مركبتي مارس-2 ومارس-3 بقليل، وفي توقيت لوناخود 1. استمر مكتبه بتصميم المسابير لبرنامج الفضاء السوفيتي مع نجاحات ملحوظة، أول عربة جوالة قمرية، الهبوط على كوكب الزهرة وإعادة عينات قمرية بذراع آلية. يوجد في مكتب لافوشكين الآن قسم بحث سُمي باسم باباكين.
توجد فوهتان على القمر والمريخ مسميتان باسمه.